# Klemtoon
De klemtoon of het accent is in de taalkunde een bijzondere eigenschap van een bepaalde lettergreep in een woord.
In sommige talen, waaronder voor zover bekend alle Europese talen, krijgt een bepaalde lettergreep binnen een meerlettergrepig woord een klemtoon. De manier waarop die klemtoon fonetisch wordt verwerkelijkt verschilt van taal tot taal: in sommige talen is de beklemtoonde lettergreep wat luider, in andere vooral wat hoger, en in weer andere vooral wat langer dan de onbeklemtoonde lettergrepen. Het is ook mogelijk dat klinkers in onbeklemtoonde lettergrepen meer gereduceerd worden (zwakker worden uitgesproken) dan klinkers in vergelijkbare beklemtoonde lettergrepen. De meeste talen lijken deze vier dimensies van nadruk met elkaar te verstrengelen.
Over sommige toontalen wordt wel beweerd dat ze helemaal geen klemtoon kennen, of in ieder geval dat het moeilijk is fonetische sporen van klemtoon te vinden.

## Hoofd- en bijklemtoon
In veel talen met langere woorden kan verschil worden gemaakt tussen primaire klemtoon of hoofdklemtoon en secundaire klemtoon of bijklemtoon. Ieder woord heeft precies één hoofdklemtoon en verder een aantal bijklemtonen naargelang de lengte van het woord. In het Nederlandse woord encyclopedie ligt de hoofdklemtoon bijvoorbeeld op de laatste lettergreep die en bijklemtonen op de lettergrepen en en clo.

## Nederlandse klemtoon
De plaats van de klemtoon is in het Nederlands ten dele onvoorspelbaar. De woorden kolibrie, politie en politiek hebben een sterk vergelijkbare vorm, maar de klemtoon ligt in deze woorden op steeds een andere lettergreep. Dat betekent dat voor ieder woord apart onthouden moet worden waar de klemtoon ligt. Ook verschilt de klemtoon voor hetzelfde woord vaak per streek. Bovendien kan bij homografen betekenisverschil worden uitgedrukt door klemtoon, bijvoorbeeld in het verschil tussen overdrijven en overdrijven, of tussen voorkomen en voorkomen. Toch blijkt de Nederlandse klemtoon ook niet helemaal willekeurig te zijn. De zogenoemde sjwa (de doffe e aan het eind van mode) krijgt in het Nederlands nooit klemtoon.
De klemtoon wordt in de Nederlandse spelling (anders dan bijvoorbeeld in het Spaans en Nieuwgrieks) niet systematisch aangeduid. Toch heeft de klemtoon soms invloed op de schrijfwijze. Het meervoud van olie is oliën, maar industrie wordt industrieën, aangezien in olie de klemtoon op ó ligt, ólie, maar in industrie op tríé, industríé.

## Andere talen
Het Nederlands verschilt hierin van andere talen, zoals het Frans (klemtoon altijd op de laatste lettergreep, waarbij men moet bedenken dat er in het Frans vaak nog een extra allerlaatste lettergreep is die niet of nauwelijks wordt uitgesproken en die geen klemtoon heeft, zoals in comfortabl(e)), het Hongaars en Fins (klemtoon altijd op de eerste lettergreep) of het Pools en Esperanto (klemtoon altijd op de voorlaatste lettergreep).
In Franse liederen hoort men vaak dat de klemtoon (dus de laatste lettergreep van een woord) niet samenvalt met de eerste noot van een maat, die in de muziek de nadruk krijgt. Daaruit blijkt dat het voor Franstaligen acceptabel is als de klemtoon op een andere lettergreep ligt.

## Notatie
Er zijn verschillende systemen in omloop voor de notatie van klemtoontekens. We noemen de belangrijkste:
- In het Internationaal Fonetisch Alfabet wordt hoofdklemtoon aangeduid door een superscript verticaal streepje vóór de beklemtoonde lettergreep, en bijklemtoon door een subscript klemtoonteken. Bijvoorbeeld: [sɪˌlæbəfɪˈkeɪʃən]? (voor het Engelse woord syllabification).
- In het Nederlands wordt de klemtoon soms ad hoc aangeduid met een accent aigu.[2] Bijvoorbeeld: achterúítgang vs. áchteruitgang.
- In het Algemeen Nederlands Woordenboek wordt hoofdklemtoon aangeduid met een asterisk vóór de beklemtoonde lettergreep en bijklemtoon met een superscript verticaal streepje vóór de beklemtoonde lettergreep. Bijvoorbeeld: [*ɑr.bɛɪts.'o.vər.'eːn.'kɔmst] (arbeidsovereenkomst) en [*kʏnst|'ɛn|*vlix.'wɛrk] (kunst-en-vliegwerk).
- In de Dikke Van Dale wordt hoofdklemtoon aangeduid met een streepje onder de beklemtoonde klinker, bijklemtoon wordt er niet aangeduid. Bijvoorbeeld: arbeidsovereenkomst en /kʏnstɛnvliχwɛrk/ (kunst-en-vliegwerk).

## Klemtoon in zinnen
In zinnen is de plaats van de klemtoon vaak bepalend voor de betekenis van de zin, afhankelijk van het woord waarin de lettergreep komt te liggen. Enkele voorbeelden:
- Jan heeft dat geld niet gestolen. - Iemand anders heeft het gestolen.
- Jan heeft dat geld niet gestolen. - Hij zál het stelen, hij zou het kúnnen stelen of hij is het áán het stelen. Of verontwaardigd, vergelijk nr. 5.
- Jan heeft dat geld niet gestolen. - Hij heeft ander geld gestolen.
- Jan heeft dat geld niet gestolen. - Hij heeft iets anders gestolen.
- Jan heeft dat geld niet gestolen. - staalharde ontkenning
- Jan heeft dat geld niet gestolen. - Hij heeft het verdiend, ontvangen, gevonden, ...

- Sofie is mijn vrouw niet. - Iemand anders is mijn vrouw.
- Sofie is mijn vrouw niet. - Ze wás mijn vrouw, ze zál mijn vrouw zijn of ze zou het kunnen worden. Of verontwaardigd, vergelijk nr. 5.
- Sofie is mijn vrouw niet. - Ze is de vrouw van iemand anders.
- Sofie is mijn vrouw niet. - Ze is een vriendin, een familielid, een kennis,... van me.
- Sofie is mijn vrouw niet. - staalharde ontkenning

- Op die akker zou beter voedsel geteeld kunnen worden. - Het voedsel zou beter geteeld kunnen worden op de akker, dan waar het nu geteeld wordt.
- Op die akker zou beter voedsel geteeld kunnen worden. - Op die akker zou beter voedsel geteeld kunnen worden, dan de akker waar het nu geteeld wordt.
- Op die akker zou beter voedsel geteeld kunnen worden. - Op die akker zou voedsel van betere kwaliteit geteeld kunnen worden.
- Op die akker zou beter voedsel geteeld kunnen worden. - Het zou een betere zaak zijn mocht er op die akker voedsel geteeld worden in plaats van wat er nu op geteeld wordt.
- Op die akker zou beter voedsel geteeld kunnen worden. - Het voedsel kan daar beter geteeld worden dan dat er iets anders mee wordt gedaan.

In geschreven vorm wordt hier geen onderscheid gemaakt. Dat is anders in andere talen, zoals het Frans:
- Ce n'est pas Jean qui a volé cet argent. - (Iemand anders heeft het gestolen.)
- Ce n'est pas cet argent que Jean a volé. (Hij heeft ander geld gestolen.)

In sommige talen kan de klemtoon niet gebruikt worden om nadruk te geven aan een bepaald zinsdeel; in het Fins kan een woord benadrukt worden door er de uitgang -han of -hän aan toe te voegen en in het Iers worden de uitgangen -sa of -se gebruikt. Bijvoorbeeld:
- Inseann tusa rún dom. (Jij vertelt me een geheim.)
- Inseann tú rún domsa. (Je vertelt een geheim aan mij.)

## Onjuiste klemtoon
Er zijn veel woorden die vaak met een verkeerd geplaatste klemtoon worden uitgesproken. Ook in vreemde plaatsnamen komt dit voor. Enkele voorbeelden:
| Juist      | Vaak gehoord |                                                                        |
| ---------- | ------------ | ---------------------------------------------------------------------- |
| catalogus  | catalogus    |                                                                        |
| normaliter | normaliter   |                                                                        |
| parameter  | parameter    | Ook gehoord: parameter, dus met bijklemtoon niet op ter maar op me.    |
| helikopter | helikopter   | De onjuiste klemtoon is normaal geworden en wordt niet meer afgekeurd. |
| saté       | saté         | De onjuiste klemtoon is normaal geworden en wordt niet meer afgekeurd. |
| Santander  | Santander    |                                                                        |
| Caracas    | Caracas      |                                                                        |
| Helsinki   | Helsinki     |                                                                        |
| Panamá     | Panama       | De onjuiste klemtoon is normaal geworden en wordt niet meer afgekeurd. |